# Walenty Paterek
Walenty Paterek (ur. 29 grudnia 1905, zm. 1978) – polski działacz państwowy i partyjny, w 1945 wiceprezydent, a w latach 1945–1949 prezydent Sosnowca.

## Życiorys
Zawodowo pracował jako tramwajarz. Działacz PPR i PZPR. W styczniu 1945 został wiceprezydentem Sosnowca u boku Edwarda Paska. Następnie po jego aresztowaniu przez Urząd Bezpieczeństwa od 10 marca 1945 do 31 maja 1949 pełnił funkcję prezydenta tego miasta. Zajmował równocześnie stanowisko starosty grodzkiego Sosnowca (miasta na prawach powiatu), na które wyznaczono go 14 stycznia 1945 na zebraniu działaczy PPR. Po odwołaniu z funkcji prezydenta skierowany do prac społecznych.
Pochowany na cmentarzu parafialnym przy Katedrze Wniebowzięcia NMP w Sosnowcu. W 1946 został odznaczony Złotym Krzyżem Zasługi.